# 高橋和彦
高橋 和彦（たかはし かずひこ、1985年4月3日 - ）は、熊本県出身の、日本の柔道選手である。階級は100 kg超級。身長189 cm、体重130kg。得意技は大外刈、払腰。現在は日本製鉄に所属。

## 来歴・人物
熊本県阿蘇市出身。小学校1年から柔道と相撲を始め、4年時には相撲で全国大会2位になった事もある。
阿蘇市立一の宮中学校進学と同時に柔道に専念、3年時には九州ブロック代表としてシドニー五輪の柔道競技見学派遣に選ばれるなど、早くから注目を集めていた。
進学した大牟田高校では同級生の193cmある立山広喜とともにその身長の高さからツインタワーと呼ばれ活躍する。高校3年の時にはインターハイで2位、ジュニアの体重別でも3位となる。
国士舘大学進学後は学生体重別で優勝するものの、シニアの大会ではそれほど際立った活躍は見られなかった。
しかしながら新日本製鐵に入社後、初めての出場となった全日本選手権では、3回戦で判定1－2で敗れたものの、この大会で優勝することになる大学の1年後輩である石井慧と接戦を繰り広げる。
2009年には体重別と講道館杯で初優勝を果たす。さらにグランドスラム東京では、大学の先輩の鈴木桂治から一本勝ちして優勝する。
2010年に入るとワールドマスターズに出場して、世界チャンピオンのテディ・リネールに敗れるが3位に入る。その後2度目の出場となる全日本選手権においては、準々決勝で鈴木、準決勝で前年優勝の穴井隆将を破り、決勝でも高校及び大学の同期である立山に終盤逆転勝ちして、見事初優勝を成し遂げる。そして世界選手権100kg超級の代表に選ばれる。世界選手権の100kg超級では準決勝でリネールと対戦して、終了20秒前まで指導2でリードしながらポイントで並ばれると、GSに入ってから横落で敗れた。さらに3位決定戦でもイスラーム・エルシャハビに谷落で敗れて5位に終わった。無差別では準々決勝でリネールに払腰で敗れるなどして7位にとどまり、結果として両階級ともメダルを獲得することが出来なかった。
国士舘大の山内直人監督が「厳しい練習にも耐え、我慢もできる人間性が素晴らしい」と絶賛する努力家。重量級の選手が敬遠する中長距離走を連日取り入れ、毎日1時間近くも走る。またスタミナがあり、軽量級選手並みの足の速さもある。
2019年3月には正式に現役を引退した。今後は所属先の日本製鉄で指導者としての道を歩むことになった。

## 戦績
- 2003年 -　インターハイ　2位
- 2003年 -　全日本ジュニア柔道体重別選手権大会　3位
- 2003年 -　ドイツジュニア国際　優勝
- 2003年 -　フランスジュニア国際　優勝
- 2004年 -　全日本ジュニア柔道体重別選手権大会　2位
- 2005年 -　学生体重別　3位
- 2007年 -　学生体重別　優勝
- 2009年 -　体重別　優勝
- 2009年 -　ユニバーシアード　個人戦3位　団体戦3位
- 2009年 -　講道館杯　優勝
- 2009年 -　IJFグランプリシリーズ グランドスラム・東京　優勝
- 2010年 -　ワールドマスターズ2010　3位
- 2010年 -　全日本選手権　優勝
- 2010年 -　IJFグランプリシリーズグランプリチュニス　3位
- 2010年 -  IJFグランプリシリーズ グランドスラム リオデジャネイロ　優勝
- 2010年 -　世界柔道選手権大会　5位
- 2010年 -　アジア競技大会 優勝
- 2010年 -　IJFグランプリシリーズ グランドスラム・東京　2位
- 2011年 -　選抜体重別　3位
- 2011年 -　世界柔道選手権大会（無差別）　7位
- 2011年 -　グランプリ・ロッテルダム　3位
- 2012年 -　ワールドマスターズ2012　5位
- 2012年 -　ワールドカップ・オーバーヴァルト　5位
- 2012年 -　講道館杯　3位
- 2014年 -　全日本選手権　5位
- 2014年 -　講道館杯　3位
- 2015年 - 全日本選手権 5位
- 2015年 -　講道館杯　5位
- 2017年　- 実業個人選手権　2位

(出典、JudoInside.com)。